# LET L 13 Blaník
Il LET L 13 Blaník è un aliante ad ala alta progettato da Karel Dlouhý, prodotto dall'azienda cecoslovacca, poi ceca Let Kunovice dagli anni cinquanta.
Il primo L-13 venne portato in volo per la prima volta nell'anno 1956.

## Note

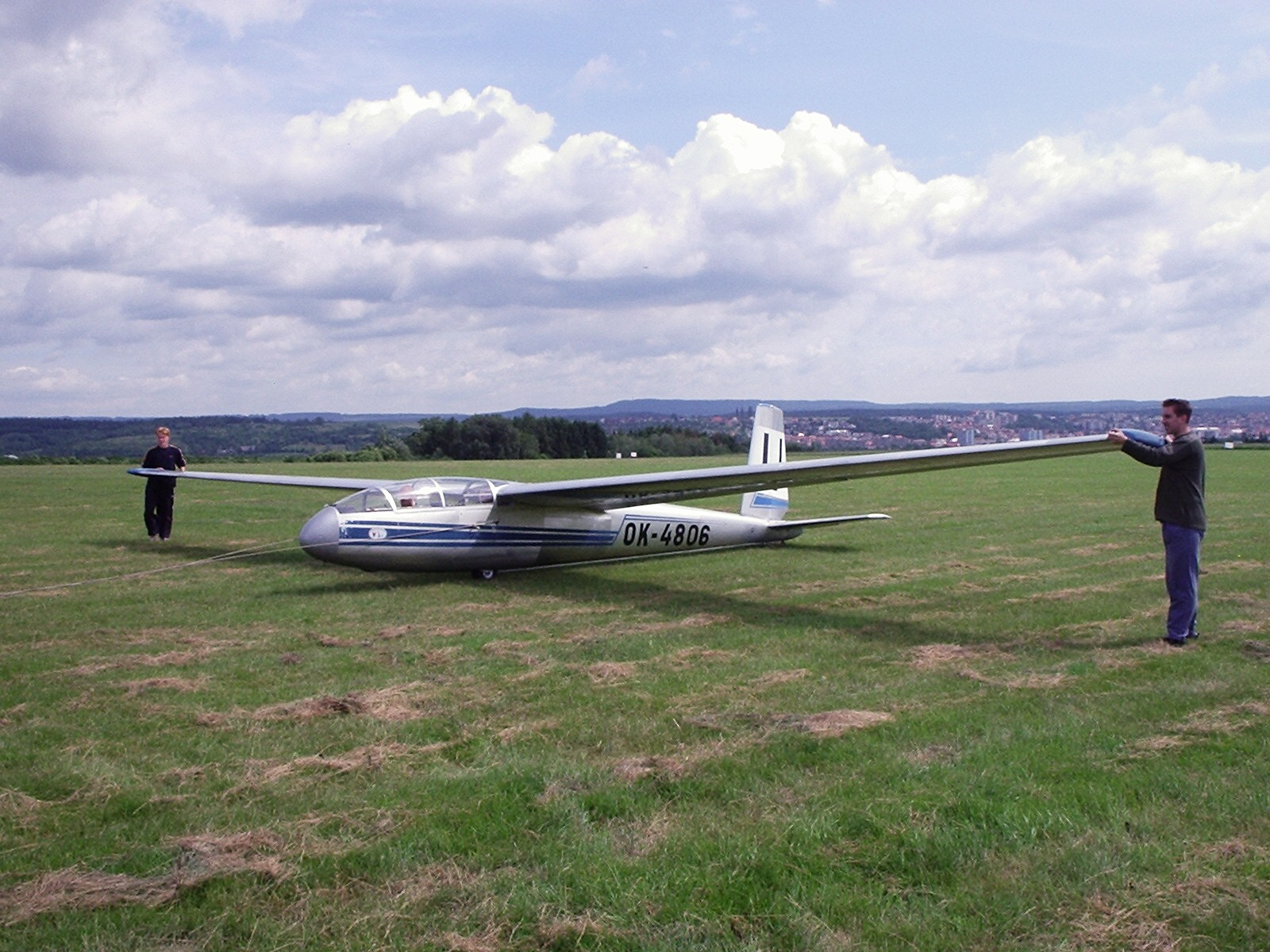
Aliante L-13 Blanik, aeroporto di Rakovník, Repubblica Ceca

## Utilizzatori
(lista parziale)

### Militari
Argentina
- Fuerza Aérea Argentina

impiegato nella Escuela de Aviación Militar.
 Brasile
- Força Aérea Brasileira

opera con 3 esemplari ridesignati TZ-13.
 Cile
- Fuerza Aérea de Chile

 Italia
- Aeronautica Militare
  - Centro Volo a Vela

operò almeno tre esemplari ora radiati.
 Spagna
- Ejército del Aire

opera con 5 esemplari.
 Stati Uniti
- United States Air Force
  - United States Air Force Academy